# Ernsthausen (Burgwald)
Ernsthausen ist ein Ortsteil der Gemeinde Burgwald im nordhessischen Landkreis Waldeck-Frankenberg.

## Geografische Lage
Der Ort ist der südlichste der fünf Ortsteile Burgwalds, 10 km südlich von Frankenberg (Eder) und 23 km nördlich von Marburg (Lahn) gelegen. Die nordwestlichen und nördlichen Grenzen bilden die Gemarkungen der Burgwalder Ortsteile Birkenbringhausen, Wiesenfeld und Bottendorf, die östliche Grenze der zu Rosenthal (Hessen) gehörende Stadtteil Roda. Die Gemarkungsgrenze im Süden und Südosten zu den Münchhäuser Ortsteilen Münchhausen und Wollmar markiert auch die Kreisgrenze zwischen den Landkreisen Waldeck-Frankenberg und Marburg-Biedenkopf. Im Westen liegt Berghofen, ein Stadtteil von Battenberg (Eder).
Ernsthausen liegt am westlichen Rand des Burgwalds. Durch den Ort fließen die Wetschaft und der Senkelbach.

## Geschichte

### Ortsgeschichte
Erste Siedlungsspuren auf dem Gebiet der Gemarkung stammen aus der Eiszeit, Fundort ist der Richtung Roda gelegene Weiboldskopf.
Der Ortsname geht auf den Namen einer Ansiedlung zurück, die unter der Leitung eines Mannes mit Namen Ernst gegründet wurde. Orte mit der Endsilbe -hausen gehen vor allem auf Gründungen im 9. und 10. Jahrhundert zurück, der Zeit der späten Karolinger. Ursprünglich wird der Ortskern aus einigen wenigen Häusern bestanden haben, die entlang der heutigen Darmstädter Straße in der so genannten Öül-Ecke (Eulenecke) erbaut wurden. Die Situation in den ersten Jahrhunderten bleibt im Dunkeln.
Die älteste bekannte schriftliche Erwähnung von Ernsthausen erfolgte um das Jahr 1130 unter dem Namen Ernesdeshusun .
Die nächste bekannte Erwähnung von 1303 befindet sich in einer Urkunde, in der unter anderem dem Ritter Eckhard von Helfenberg die Hälfte des Zehnten in Ernesthusen lehensweise übertragen wird, als Ausgleich für die Übergabe ihm gehörender Güter in Gasterfeld bei Wolfhagen an den hessischen Landgrafen Heinrich.
Im 14. Jahrhundert geriet der Ort weitgehend unter den Einfluss der im 13. Jahrhundert in Wiesenfeld von Battenberger Grafen gegründeten Johanniterkommende. Nach dem Aussterben des dortigen Adelsgeschlechts wurden die Gebiete zum Spielball der beiden hessischen Regionalmächte, des Erzbistums Mainz und der Landgrafschaft Hessen, wobei die Letztere bei der Zuteilung von Wiesenfeld und Ernsthausen die Oberhand behielt.
Hessische Gebietsreform (1970–1977)
Im Zuge der Gebietsreform in Hessen fusionierten zum 1. Juli 1971 die bis dahin selbständigen Gemeinden Birkenbringhausen, Ernsthausen und Wiesenfeld freiwillig zu einer Gemeinde mit dem Namen Burgwald. Für Ernsthausen wurde, wie für die übrigen ehemals eigenständigen Gemeinden von Burgwald, ein Ortsbezirk mit Ortsbeirat und Ortsvorsteher nach der Hessischen Gemeindeordnung gebildet.

### Bevölkerung
Einwohnerstruktur 2011
Nach den Erhebungen des Zensus 2011 lebten am Stichtag dem 9. Mai 2011 in Ernsthausen 1248 Einwohner. Darunter waren 15 (1,2 %) Ausländer.
Nach dem Lebensalter waren 228 Einwohner unter 18 Jahren, 513 zwischen 18 und 49, 252 zwischen 50 und 64 und 258 Einwohner waren älter.
Die Einwohner lebten in 504 Haushalten. Davon waren 123 Singlehaushalte, 144 Paare ohne Kinder und 186 Paare mit Kindern, sowie 45 Alleinerziehende und 6 Wohngemeinschaften. In 105 Haushalten lebten ausschließlich Senioren und in 327 Haushaltungen lebten keine Senioren.
Einwohnerentwicklung
Historisches Ortslexikon
- 1502: 15 Hausgesesse
- 1577: 48 Hausgesesse
- 1747: 96 Haushaltungen

| Ernsthausen: Einwohnerzahlen von 1834 bis 2016 | Ernsthausen: Einwohnerzahlen von 1834 bis 2016 | Ernsthausen: Einwohnerzahlen von 1834 bis 2016 | Ernsthausen: Einwohnerzahlen von 1834 bis 2016 | Ernsthausen: Einwohnerzahlen von 1834 bis 2016 |
| --- | ---------------------------------------------- | ---------------------------------------------- | ---------------------------------------------- | ---------------------------------------------- |
| Jahr |                                                |                                                |                                                | Einwohner                                      |
| 1834 | 1834                                           |                                                | 817                                            | 817                                            |
| 1840 | 1840                                           |                                                | 723                                            | 723                                            |
| 1846 | 1846                                           |                                                | 802                                            | 802                                            |
| 1852 | 1852                                           |                                                | 821                                            | 821                                            |
| 1858 | 1858                                           |                                                | 763                                            | 763                                            |
| 1864 | 1864                                           |                                                | 758                                            | 758                                            |
| 1871 | 1871                                           |                                                | 622                                            | 622                                            |
| 1875 | 1875                                           |                                                | 626                                            | 626                                            |
| 1885 | 1885                                           |                                                | 637                                            | 637                                            |
| 1895 | 1895                                           |                                                | 646                                            | 646                                            |
| 1905 | 1905                                           |                                                | 652                                            | 652                                            |
| 1910 | 1910                                           |                                                | 674                                            | 674                                            |
| 1925 | 1925                                           |                                                | 705                                            | 705                                            |
| 1939 | 1939                                           |                                                | 750                                            | 750                                            |
| 1946 | 1946                                           |                                                | 1.138                                          | 1.138                                          |
| 1950 | 1950                                           |                                                | 1.187                                          | 1.187                                          |
| 1956 | 1956                                           |                                                | 1.103                                          | 1.103                                          |
| 1961 | 1961                                           |                                                | 1.075                                          | 1.075                                          |
| 1967 | 1967                                           |                                                | 1.146                                          | 1.146                                          |
| 1980 | 1980                                           |                                                | ?                                              | ?                                              |
| 1990 | 1990                                           |                                                | ?                                              | ?                                              |
| 2000 | 2000                                           |                                                | ?                                              | ?                                              |
| 2011 | 2011                                           |                                                | 1.248                                          | 1.248                                          |
| 2016 | 2016                                           |                                                | 1.253                                          | 1.253                                          |
| Datenquelle: Historisches Gemeindeverzeichnis für Hessen: Die Bevölkerung der Gemeinden 1834 bis 1967. Wiesbaden: Hessisches Statistisches Landesamt, 1968. Weitere Quellen: Gemeinde Burgwald:; Zensus 2011 |                                                |                                                |                                                |                                                |

Historische Religionszugehörigkeit
| • 1961: | 860 evangelische (= 80,00 %), 213 katholische (= 19,81 %) Einwohner |

### Ehemalige Bürgermeister
Bis zur Eingemeindung im Jahre 1971 war der Ort politisch selbstständig und hatte auch einen eigenen Bürgermeister. Bis 1834 wurde das Amt durch einen Schultheiß versehen. In Ernsthausen waren als Bürgermeister tätig (in Klammern die Hausnummer):
- 1834 Thielemann Röß (Nr. 4)
- 1838–1846 Hermann Engel (Nr. 28)
- 1846–1859 Heinrich Engel (Nr. 93)
- 1859–1860 Johannes Banf (Nr. 79)
- 1860–1873 Johannes Tripp (Nr. 20 bzw. 79)
- 1873–1890 Karl Schwieder (Nr. 94)
- 1890–1904 Hermann Engel (Nr. 89)
- 1904–1919 Heinrich Tripp (Nr. 50)
- 1919–1934 Hermann Hofmann (Nr. 107)
- 1934–1945 Georg Trusheim (Nr. 45)
- 1946–1948 Nikolaus Engel (Nr. 11)
- 1948–1956 Heinrich Tripp (Nr. 46)
- 1956–1971 Jakob Hirth (Nr. 164)

## Kultur

### Sprache und Dialekt
Ein Teil der hier geborenen Einwohner spricht noch den historischen Dialekt des Dorfes, das Ernsthäuser Platt. Dieser wird zum Nordhessischen gezählt, ist in seinem Sprachduktus einzigartig und wird nur im Ort selbst so gesprochen.
Beispiel: Hörprobe des Satzes So schwatzt mä i Änsthause Änstheiser Plattⓘ (So spricht man in Ernsthausen Ernsthäuser Platt)
Einige Wörter sind französischen Ursprungs und wanderten mit hugenottischen Familien ein. Sie wurden ins Ernsthäuser Platt übernommen.
Beispiel: Hörprobe Trottewarⓘ (aus dem Französischen Trottoir, Bürgersteig)
Die Zahl der Einwohner, die Ernsthäuser Platt sprechen, nimmt ab. Genaue Zahlen sind nicht bekannt. Einen starken Rückgang gab es in den 1960er Jahren, als die sich im Nachhinein als falsch herausgestellte These verbreitet wurde, dass die Kinder nicht richtig Hochdeutsch lernen und die Rechtschreibung nicht beherrschen würden, wenn sie mit Dialekt aufwachsen.
Nach dem Zweiten Weltkrieg siedelten sich in der Siedlung (auf dem Gelände des ehemaligen Schinnwössem = Schindanger) aus Ungarn vertriebene deutschstämmige Flüchtlinge an. Sie und einige ihrer Nachkommen pflegen noch ihren ungarndeutschen Dialekt.
Im Zuge der Zuwanderung von Menschen aus dem Balkan, den Ländern der ehemaligen Sowjetunion, aus Asien und Afrika nutzen die Menschen in einigen Familien die Sprachen ihrer Herkunftsländer.

### Vereine

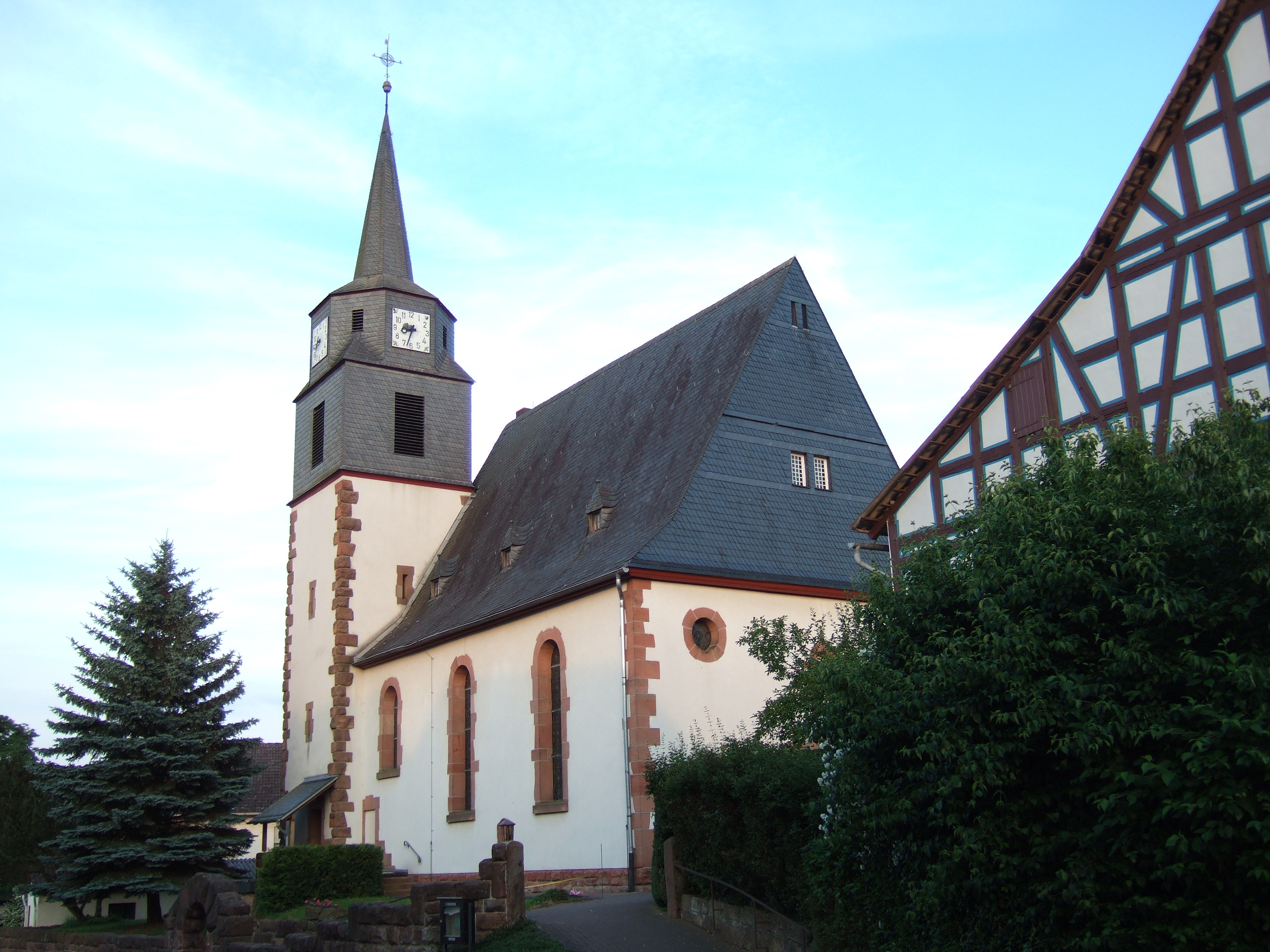
Evangelische Kirche Ernsthausen

Im Ort sind eine Vielzahl von Vereinen aktiv und prägen das sportliche und kulturelle Leben der Gemeinde. Diese werden im Folgenden aufgelistet (Gründungsdatum in Klammern). Weitere Vereine sind gemeindeweit tätig.
- Brieftaubenzuchtverein Gut Flug (Februar 1932)
- Evangelischer Posaunenchor Ernsthausen (1882)
- Freiwillige Feuerwehr Ernsthausen (10. März 1934)
- Heimat- und Kulturverein Ernsthausen (2001)
- Landfrauenverein Ernsthausen (10. April 1978)
- Radfahrerverein Wanderlust Ernsthausen (17. Juni 1911)
- Reit- und Fahrverein Ernsthausen (1982)
- Schützenverein Ernsthausen (10. Februar 1971)
- TSV Ernsthausen (13. Juli 1924)

### Ortsneckname Brüchhinkel
Brüchhinkel Hörprobeⓘ heißt auf Hochdeutsch übersetzt Bruch- bzw. Sumpfküken. Der Name ist der Erzählung nach darauf zurückzuführen, dass die Ernsthäuser neue Futtergebiete erschlossen, indem sie ihr Federvieh auf den feuchten Wiesen im Wetschaft- und Senkelbachtal weiden ließen.

## Wirtschaft und Infrastruktur

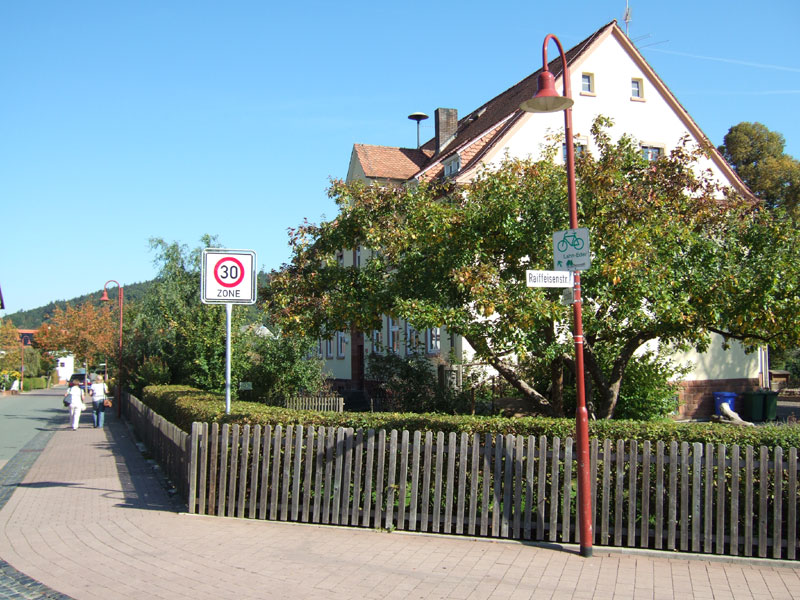
Grundschule in Burgwald-Ernsthausen mit Lahn-Eder-Radweg

### Verkehr
Durch den Ort verläuft die Bundesstraße 252 zwischen Korbach und Marburg. Burgwald-Ernsthausen (früher Ernsthausen Kr Frankenberg) ist ein Haltepunkt an der Burgwaldbahn, auf der der Lahn-Sauerland-Express mit dieselgetriebenen Fahrzeugen des Typs VT 642 verkehrt. Die Haltestelle wurde im Jahr 2011 barrierefrei umgebaut.
| Linie     | Verlauf | Takt                                                         |
| --------- | --- | ------------------------------------------------------------ |
| RE97 RB97 | Lahn-Sauerland-Express: Brilon Stadt – Brilon Wald – Willingen – Usseln – Korbach Hbf – Korbach Süd – Vöhl-Thalitter (nur RB 97) – Vöhl-Herzhausen – Vöhl-Schmittlotheim (nur RB 97) – Vöhl-Ederbringhausen (nur RB 97) – Frankenberg-Viermünden – Frankenberg-Goßberg – Frankenberg (Eder) – Burgwald-Birkenbringhausen – Wiesenfeld – Ernsthausen – Münchhausen – Simtshausen – Wetter (Hessen) – Cölbe – Marburg (Lahn) Stand: Fahrplanwechsel Dezember 2021 | 60/120 min (Brilon–Frankenberg) 60 min (Frankenberg–Marburg) |

Der Lahn-Eder-Radweg, der von Marburg nach Frankenberg führt, erreicht von Ernsthausen im Süden kommend über das Gebiet der Burgwalder Ortsteil Wiesenfeld und Burgwald die ehemalige Kreisstadt Frankenberg.

### Ansässige Unternehmen
- Bäckerei Müller
- Kahl und Schlichterle, Getränkemaschinen
- Natursaft-Kelterei Mayer & Schlichterle GmbH – Betrieb 2011 eingestellt

## Persönlichkeiten
- Heinrich Engel (1785–1859), Landwirt, Bürgermeister und Mitglied der kurhessischen Ständeversammlung